# 덕천강
덕천강(德川江)은 지리산 천왕봉 남쪽과 웅석봉 사이로 흘러내린 물이 흘러서 생성된 강이다. 지리산 국립공원 동부의 관문으로 천왕봉에서 발원한 천왕샘과 산희샘 물줄기는 덕천강물이 되어 진양호에 이르러 경호강과 합류한다. 덕천강은 천왕봉의 남쪽과 북쪽으로 갈리어 흘러오다가 덕산에서 두 물줄기가 만나 합류한다.

## 개요
낙동강 수계에 속하며, 낙동강의 제2지류(제1지류는 남강)이다. 길이는 국가하천 46.72km, 지방2급하천 43.55km, 하천연장 34km, 유역면적은 국가하천 445.14km2, 지방2급하천) 391.54km2에 이른다.
강물은 하동군 옥종면과 진주시 수곡면 사이를 흘러 사천시 곤명면 진양호로 흘러들어간다. 덕천강은 여름이 되면 서부 경남 최대의 자연유원지로 각강 받는 강으로 변한다. 옥종의 문암교에서 북방의 솔밭까지는 넓은 하상으로 야영과 취사가 쉽고 수심이 얕아서 물놀이에도 적합하다. 사계절 고기를 잡아 회를 먹기도 한다.
덕천강에는 천연기념물인 꼬치동자개를 비롯해 얼룩새코미꾸리, 쉬리, 꺽지, 미유기(산메기), 자가사리(땡가리), 칼납자루, 수수미꾸리 등 우리 고유 특산종을 비롯해 민물 토속어류 30여 종이 서식하고 있다.

## 관광지
- 진양호 (최총 목적지)

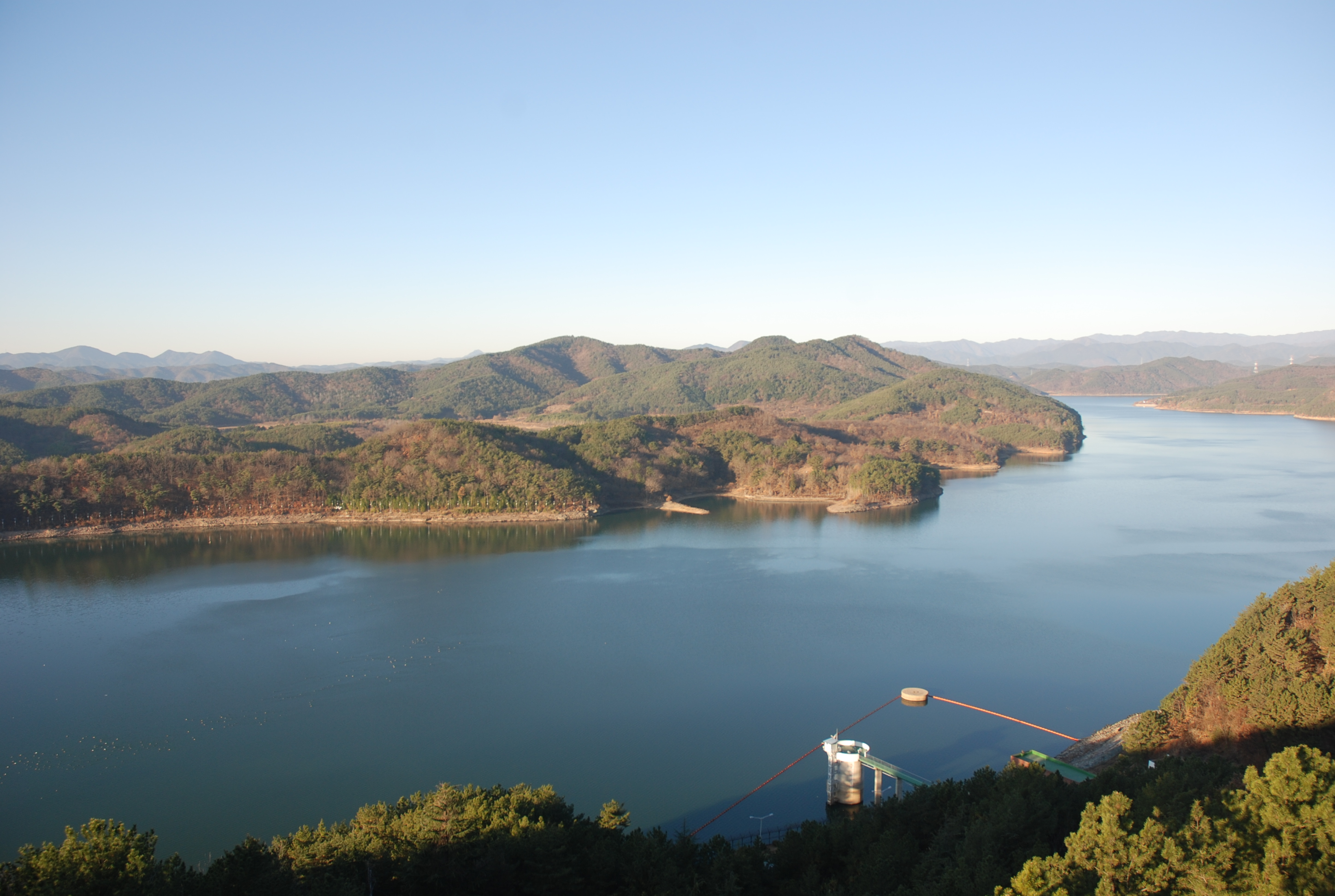
최종 종착지 진양호

- 덕천서원, 세심정 (남명 조식 관련 유적)
- 성철스님 생가
- 문익점 면화재배지